# Drosophila mediodelta
Drosophila mediodelta är en tvåvingeart som beskrevs av Heed och Wheeler 1957. Drosophila mediodelta ingår i släktet Drosophila och familjen daggflugor.
Artens utbredningsområde täcker ett område från Costa Rica till Colombia.